# Duquesne (Pennsilvània)
Duquesne és una població dels Estats Units a l'estat de Pennsilvània. Segons el cens del U.S. Census, 2000 tenia 7.332 habitants.

## Demografia
Segons el cens del 2000, Duquesne tenia 7.332 habitants, 3.179 habitatges, i 1.853 famílies. La densitat de població era de 1.555,4 habitants per quilòmetre quadrat.
Dels 3.179 habitatges en un 28,1% hi vivien nens de menys de 18 anys, en un 25,8% hi vivien parelles casades, en un 27,2% dones solteres, i en un 41,7% no eren unitats familiars. En el 37,2% dels habitatges hi vivien persones soles el 18,6% de les quals corresponia a persones de 65 anys o més que vivien soles. El nombre mitjà de persones vivint en cada habitatge era de 2,28 i el nombre mitjà de persones que vivien en cada família era de 3.
Per edats la població es repartia de la següent manera: un 28,3% tenia menys de 18 anys, un 9,6% entre 18 i 24, un 24,3% entre 25 i 44, un 18,6% de 45 a 60 i un 19,2% 65 anys o més.
L'edat mediana era de 36 anys. Per cada 100 dones de 18 o més anys hi havia 75,1 homes.
La renda mediana per habitatge era de 19.766 $ i la renda mediana per família de 25.898 $. Els homes tenien una renda mediana de 25.046 $ mentre que les dones 22.272 $. La renda per capita de la població era de 12.067 $. Entorn del 31,3% de les famílies i el 34,7% de la població estaven per davall del llindar de pobresa.

## Poblacions més properes
El següent diagrama mostra les poblacions més properes.